# 虢幽叔
虢幽叔，姬姓，字望，虢宄公之子，西周时期虢国君主。

## 生平
1974年陕西省扶风县强家村出土的师丞钟，其铭文记载了虢季易父、虢宄公、虢幽叔、虢德叔、师丞五代虢国君主的世系。据《师望鼎铭文》记载，虢幽叔在其父虢宄公死后，继承了其父太师的官职，并且恪尽职守，得到了周天子的赏赐。郭沫若认为虢幽叔主要活跃于周共王时期，而李学勤则认为虢幽叔主要活跃于周懿王和周孝王时期。虢幽叔死后，其子虢德叔即继位。